# Landesbund für Vogel- und Naturschutz in Bayern
Der LBV - Landesbund für Vogel- und Naturschutz in Bayern e. V. ist ein gemeinnütziger Umwelt- und Naturschutzverband in Bayern. Er hat seinen Sitz in Hilpoltstein und wirkt neben seinem Schwerpunkt in Bayern auch auf nationaler und internationaler Ebene bei überregionalen Naturschutzaufgaben mit. Der organisatorisch selbstständige LBV ist der bayerische Partnerverband des Naturschutzbund Deutschland (NABU).

## Geschichte
Der Verein wurde 1909 im damaligen Königreich Bayern in Bamberg als „Staatlich autorisierte Vogelschutzkommission“ gegründet. Gründungsvorsitzender war Hermann von Gebsattel, der von 1909 bis 1920 amtierte. Schon 1911 änderte die Kommission ihre Satzung und firmierte seither zugleich als bayerischer Landesverband für Vogelschutz. Dieses ambivalente Verhältnis zwischen einem Organ der Staatsverwaltung und zugleich einem Mitgliederverband war lange Zeit typisch für den LBV. Alle Vorsitzenden des LBV von 1920 bis 1978 waren zugleich Beamte des Freistaats Bayern. 1927 waren auch knapp 3000 bayerische Gemeinden korporative Mitglieder im LBV. Ende der 1920er Jahre wurde mit Unterstützung der Gemeinde Garmisch eine Vogelschutzwarte im dortigen Kurpark eröffnet. Die Vogelschutzkommission zog im Mai 1931 von Bamberg nach Garmisch um. 1939 wurde im Zuge der Gleichschaltung im Reichsbund für Vogelschutz der Landesverband in Landesbund für Vogelschutz in Bayern umbenannt. Für die Alltagsarbeit blieb dies jedoch ohne größeren Einfluss.
Nachdem 1947 die Gemeinde Garmisch-Partenkirchen die Räume der Vogelschutzwarte im Kurhaus gekündigt hatte, schloss der damalige Vorstand Otto Henze Verträge über den Bau einer neuen Vogelschutzwarte ab. Das überdimensionierte Projekt überforderte die Finanzen des Landesbunds, der nur durch die Übernahme der Vogelwarte durch den Freistaat Bayern vor dem Ruin gerettet werden konnte. Das Verhältnis zum Deutschen Bund für Vogelschutz war in dieser Zeit nicht völlig geklärt. Um 1950 erklärte sich der LBV als selbstständig, allerdings wurde er noch 1962 als DBV-Landesgruppe gelistet, und ab 1971 war der LBV kurzzeitig wieder Mitglied im Dachverband DBV. Verbindlich war die Eigenständigkeit des bayrischen LBV erst ab 1974, wonach alle Versuche scheiterten, ihn wieder in den DBV/NABU zu integrieren. 1978 wurde der Apotheker Ludwig Sothmann auf der Grundlage einer neuen Satzung zum Ersten Vorsitzenden gewählt. Er verlegte den Sitz in seinen Heimatort Hilpoltstein und begann damit, den bis dahin eng mit der Naturschutzverwaltung verbundenen Verein eigenständig auszubauen. War der LBV in den ersten Jahren seines Bestehens ein reiner Vogelschutzverband, wurden die Themen und Arbeitsbereiche ab 1968 breiter aufgefächert. Dadurch nahmen die Mitgliederzahlen ab den 1970er Jahren stark zu.
Der LBV baute in allen bayerischen Landkreisen regionale Gruppen auf und in Hilpoltstein entstand eine Geschäftsstelle mit hauptamtlichen Mitarbeitern. In den 1990er Jahren wurden in allen Regierungsbezirken Regionalgeschäftsstellen mit Hauptamtlichen aufgebaut und in der Zentrale die fachliche Kompetenz erweitert. 1996 wurde die heutige Landesgeschäftsstelle am Eisvogelweg in Hilpoltstein eröffnet.
2001 wurde der LBV zum „NABU-Partner Bayern“. Mit einem Festakt in der Münchner Residenz feierte er 2009 sein hundertjähriges Bestehen. Im Oktober 2014 trat Ludwig Sothmann nach 36 Jahren im Amt vom Vorsitz zurück. Als Nachfolger wurde der Biologe Norbert Schäffer gewählt, mit ihm führte der LBV den hauptberuflichen Vorsitz ein.
Im Oktober 2022 wurde der Verein in „Landesbund für Vogel- und Naturschutz in Bayern“ umbenannt um dem heute breiterem Arbeitsfeld besser Rechnung zu tragen, die Kurzbezeichnung bleibt mit „LBV“ unverändert.
Ende 2022 hatte der LBV 115.000 Unterstützer (davon 95.300 Mitglieder) in 350 Kreis-, Orts- und Jugendgruppen.

## Arbeitsschwerpunkte
Zweck des LBV ist der umfassende Schutz der Natur, insbesondere die Förderung des Arten- und Biotopschutzes. Dies beinhaltet besonders
- die Bewahrung und Verbesserung natürlicher und naturnaher Lebensräume,
- die Förderung ressourcenschonenden, umweltverträglichen Lebens und nachhaltigen Wirtschaftens
- Mitwirkung am Schutz der biologischen Vielfalt (Biodiversität),
- Förderung und Durchführung von Forschungsvorhaben,
- Entwicklung und Verbreitung umwelt-ethischer Maßstäbe,
- im gesamten Bildungs- und Erziehungsbereich die Förderung des Natur-, Umweltschutz- und Nachhaltigkeitsgedankens,
- Medien- und Öffentlichkeitsarbeit im Natur- und Umweltschutz

Der LBV ist überparteilich und gemeinnützig. Mittel dürfen nur für satzungsgemäße Zwecke verwendet werden.
Seit 1985 wurden mit Hilfe des Arche Noah Fonds, dessen Zweck der Ankauf von Flächen mit Spendengeldern ist, über 2.500 ha Flächen im Wert von über 10 Millionen Euro zum Schutz bedrohter Tier- und Pflanzenarten erworben. Größtes eigenes Schutzgebiet ist der Rainer Wald an der Donau. Diese Biotopflächen werden durch die über 3.000 ehrenamtlich Aktiven gepflegt.
Der Verein betreibt Naturschutz auf unterschiedlichen Ebenen. Er setzt sich für eine frei fließende Donau, für Gentechnikfreiheit, für einen Nationalpark Steigerwald und für den Klimaschutz ein. Der LBV hat bereits fünf EU-LIFE-Projekte durchgeführt, mehr als jeder andere Verband in Deutschland, sowie mehrere Großvorhaben des Bundesamtes für Naturschutz. Weiterhin führt er Artenhilfsprogramme für Wiesenweihe, Weißstorch, Uhu und Wanderfalke und Ortolan durch. Mit der Wiedereinführung des Oberpfälzer Rotviehs, dem Projekt Lerchenfenster und extensiver Teichwirtschaft will er Vorbilder schaffen für eine nachhaltige Landnutzung.
Auf dem Gebiet der Umweltbildung nimmt der LBV eine Sonderstellung ein: Er betreibt als einziger deutscher Naturschutzverband einen eigenen Kindergarten und seine Umweltbildungsprojekte sind deutschlandweit anerkannt und mehrfach von der UN-Dekade „Bildung für Nachhaltige Entwicklung“ ausgezeichnet.
Der Verband betreibt elf Umweltstationen in sechs der sieben bayerischen Regierungsbezirke. Die neueste ist die Station am Rothsee in Mittelfranken.
Einen Einblick in die Arbeit des Vereins bietet der 2023 ins Kino gekommene Film Vogelperspektiven. Regisseur Jörg Adolph begleitete Norbert Schäffer mehrere Jahre bei seiner Arbeit als Vorsitzender des LBV, während er Reisen zu Schutzprojekten unternimmt, Experten und Vogelliebhaber, Lobbyisten und Funktionäre, Politiker und Naturschützer trifft. Unterlegt mit spektakulären Naturaufnahmen macht der Dokumentarfilm am Beispiel des LBV erlebbar, wie Natur- und Artenschutz in Aktion funktioniert.

## Organisation

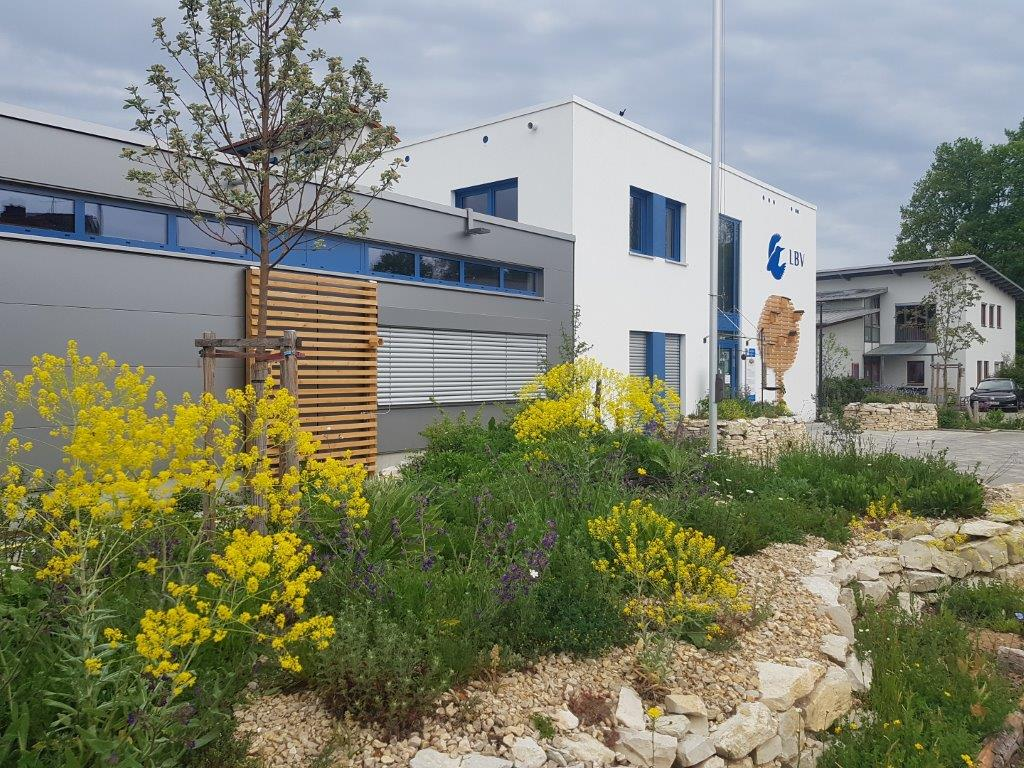
Außenansicht Landesgeschäftsstelle Hilpoltstein

Die Vereinsmitglieder gehören der Kreisgruppe des jeweiligen Landkreises oder der kreisfreien Stadt an, in der es wiederum einzelne Ortsgruppen geben kann.
Oberstes Organ ist die jährlich tagende Delegiertenversammlung, zu der die aus den Kreisgruppen entsandten Delegierten zusammenkommen. Diese wählen zusammen mit den Vertretern der Naturschutzjugend (NAJU) alle 4 Jahre den Landesvorstand, der wiederum den Wissenschaftlichen Beirat und das Kuratorium beruft. Während der Versammlung werden die strategische Ausrichtung des Verbands diskutiert und inhaltliche Schwerpunkte gesetzt.
Neben Delegiertenversammlung, Landesvorstand, Wissenschaftlichem Beirat, Kuratorium und den Kreisgruppen gehört zu den LBV-Organen auch die Naturschutzjugend (NAJU). Sie ist die eigenständige Jugendorganisation des LBV. Ihrer bayerischen Organisation gehören automatisch alle LBV-Mitglieder bis 27 Jahren an.
Die Landeszentrale befindet sich in Hilpoltstein in Mittelfranken. Dort werden der LBV, seine 20 Geschäftsstellen, die Umweltstationen und die rechtlich unselbständigen Orts- und Kreisgruppen zentral verwaltet.
Wie der NABU ist der LBV Mitglied im Deutschen Naturschutzring. Enge Kooperationen bestehen zudem mit dem Deutschen Rat für Vogelschutz e. V., dem Bund Naturschutz in Bayern e. V. (BN), der Deutschen Bundesstiftung Umwelt (DBU), der Commission Internationale pour la Protection des Alpes (CIPRA), dem Dachverband Deutscher Avifaunisten (DDA) und der Gregor-Louisoder-Umweltstiftung.

## Aktionen
Die Mitmach-Aktion Stunde der Wintervögel führt der LBV seit dem Jahr 2005 durch. Dank der von der Bevölkerung gemeldeten Vogelsichtungen lassen sich Bestandsveränderungen deutlicher erkennen als punktuell durch Fachleute. Sie wird zusammen mit dem Naturschutzbund Deutschland (seit 2011), Birdlife Österreich (seit 2010) und BirdLife Tschechien (seit 2018) jährlich um den 6. Januar herum veranstaltet. Mitte Mai findet für die Sommervögel die Stunde der Gartenvögel statt, die identisch funktioniert. Bayernweit zählten 2021 über 40.400 Teilnehmer bei der Stunde der Wintervögel 966.000 Vögel und bei der Stunde der Gartenvögel 2021 über 22.600 Teilnehmer 493.000 Vögel.
In Zusammenarbeit mit dem NABU führt der LBV den Insektensommer durch, und regelmäßig zum Frühjahrsanfang wird die Öffentlichkeit aufgerufen, dem LBV zu melden, wann und wo in Bayern die ersten Kuckucke zu hören sind. Mit Hilfe der Meldungen will der LBV herausfinden, ob sich der Kuckuck an die Klimaerwärmung anpassen kann.
Neuland betrat der LBV mit dem einzigartigen internationalen Kuckuck-Satelliten-Telemetrie-Projekt. Um die Zugwege bayerischer und weiter östlich in Europa lebender Kuckucke zu erforschen, wurden im Frühjahr 2013 Kuckucke im Donautal unterhalb von Regensburg sowie im Süden von Belarus mit Satellitensendern ausgestattet. So wird ihr Zug in die Überwinterungsquartiere und zurück ins Brutgebiet verfolgt. Da die Zugrouten live im Internet mitverfolgt werden können, haben sowohl Vogelschützer als auch die breite Öffentlichkeit zum ersten Mal die Möglichkeit zu ergründen, auf welchen Wegen die Vögel in den Süden ziehen und wo sie sich dort bis zum nächsten Frühling aufhalten. Finanziell gefördert wird das Projekt von der Gesellschaft für Internationale Zusammenarbeit (GIZ) und zahlreichen privaten Spendern.
Mit der Methode werden mittlerweile auch Weiß- und Schwarzstorch sowie Brachvogelrouten dokumentiert.
Zusammen mit dem NABU kürt der LBV jährlich den Vogel des Jahres, um auf dessen Gefährdung oder die seines Lebensraums aufmerksam zu machen.
Im Projekt Tatort Natur setzt sich der LBV zusammen mit der Gregor-Louisoder-Umweltstiftung gegen Wildtierkriminalität ein.
Auswilderungsprojekt von Bartgeiern im Nationalpark Berchtesgaden siehe Liste der in Bayern freigelassenen Bartgeier.

## Sonstiges
Wappentier des LBV ist der Eisvogel, der Vogel des Jahres 1973 und 2009.
In Bayreuth befindet sich das Naturkundemuseum Lindenhof, das vom LBV betrieben wird.
In Regenstauf und bei Coburg unterhält der LBV eigene Vogelauffangstationen, um verletzte oder kranke Vögel zu pflegen und wieder gesund in die Natur zu entlassen.
Um dauerhaft schützenswerte Flächen für die Allgemeinheit zu erhalten, kauft der LBV Waldflächen, Hoch- und Niedermoore, Ackerflächen oder Wasserflächen, um diese vor deren Zerstörung zu bewahren bzw. deren Zustand zu verbessern. In den letzten 30 Jahren konnten so 4.000 ha unterschiedlichster Naturräume über das Projekt „Arche Noah Fonds“ erworben werden.
Der LBV ist mit mittlerweile zwölf Gebietsbetreuern der zweitgrößte Träger dieser Initiative in Bayern.
2019 war der LBV als einziger Naturschutzverband im Trägerkreis des Volksbegehrens Artenvielfalt („Rettet die Bienen“). Trotz widriger Umstände konnte innerhalb von nur 2 Wochen mit den Unterschriften von 1,74 Mio. bayerischen Bürgern (entspricht 18,3 % der Wahlberechtigten) das beste Ergebnis eines bayerischen Volksbegehrens erreicht werden. Nach anfänglichem Widerstand verkündete der bayerische Ministerpräsident Markus Söder (CSU) wenige Monate später, dass die Regierung aus CSU und FW das Volksbegehren annehmen und mit einem Begleitgesetz sogar aufwerten werde.